# Cherryland, Kalifornien
Cherryland är en ort (CDP) i Alameda County, i delstaten Kalifornien, USA. Enligt United States Census Bureau har orten en folkmängd på 14 728 invånare (2010) och en landarea på 3,1 km².